# スレイヤーズ
『スレイヤーズ』（Slayers）は、神坂一による日本のライトノベルおよびそれを原作とするメディアミックス作品。イラストはあらいずみるい。シリーズ本編は富士見ファンタジア文庫（富士見書房）より1990年1月から刊行され、短編は月刊ドラゴンマガジン（富士見書房）にて1989年10月号から連載された後、同文庫から刊行されている。ヒロイック・ファンタジーにも分類される。第1回ファンタジア長編小説大賞〈準入選〉受賞作。2025年1月時点で電子版を含めたシリーズ関連書籍の累計部数は2200万部を突破している。

## 概要
本作は基本的に主人公・リナ＝インバースの視点で描かれる一人称小説である。ただし外伝においては、一部に別のキャラクターの視点および三人称形式のエピソードもある。本作は1989年の同賞受賞後シリーズ化され、続編や外伝が「月刊ドラゴンマガジン」（富士見書房）で連載されたのちに、単行本として富士見ファンタジア文庫から刊行されている。
富士見ファンタジア文庫において、長編系統と短編系統を並行して発表するという手法を取り入れた作品でもある。この手法は以後の富士見ファンタジア文庫の多くの作品で踏襲されており、他レーベルのライトノベル作品や漫画作品でも同様の手法のものが発表されている。
本編自体は2000年発刊の第15巻『デモン・スレイヤーズ!』で一旦完結しているが、その後もギャグ中心の外伝『スレイヤーズすぺしゃる』が継続して連載。「月刊ドラゴンマガジン」創刊号から連載されていた『風の大陸』（竹河聖）の連載が2005年3月号をもって終了したことにより同誌掲載作品の中では『すぺしゃる』が最長となった。2008年から『スレイヤーズすまっしゅ。』に改題され継続されていたが、2011年春の連載で約20年に渡る「月刊ドラゴンマガジン」での連載が終了したことが明かされた（『スレイヤーズ すまっしゅ。』の終了という意味ではない）ため、2018年現在の時点では休止状態になっている。一方で本編は2018年の16巻『アテッサの邂逅』発刊により18年ぶりに再開され、「ドラゴンマガジン」2019年7月号にて正式に第三部の展開が開始されることが発表された。
slayの一般的な意味は「殺害する」「絶滅させる」であるが、「（冗談などで人を）笑わせる、唸らせる」の意味もある。本編は魔族を滅すると言う意味でのslayersだが、外伝の『すぺしゃる』では、読者を爆笑させるという意味でslayers であると著者は短編（旧版8巻の時点）のあとがきに記している。
本編は先述のように一旦終了していたが、メディアミックスにおいて、第3部に相当する作品が展開されている。

## あらすじ
原作の時間軸は、外伝『すぺしゃる』『すまっしゅ。』が本編より前の話で、本編は、第8巻『死霊都市の王』までが第一部、第9巻『ベゼルドの妖剣』以降が第二部と分けられている。また『すぺしゃる』も第8巻『恐るべき未来』を境にして第一部・第二部と便宜上分けられている。
『すぺしゃる』
姉の「世界を見て来い」の一言がきっかけで旅にでた、自称天才美少女魔道士リナ＝インバース。魔道技術や観光にも興味を示すものの、行き先の決め手となるのはやはりおいしい食べ物のあるところ。旅の途中、白蛇（サーペント）のナーガと名乗る、自称リナのライバルである非常識な女魔道士と知り合い、以後金魚のフンのように事あるごとにナーガにつきまとわれる。リナは世界各地で仕事の依頼を受けつつ、ナーガを始めとした様々なキャラクターと珍騒動を繰り広げる。
『すまっしゅ。』
あいかわらず世界を旅して我が道を行くリナ。各地を転々として仕事の依頼を受けるのだが、依頼の内容も関わってくる人物はどれも一筋縄ではいかないものばかり。事によってはナーガまで絡んで、今日もリナは珍騒動を繰り広げる。
第1巻『スレイヤーズ!』
旅の途中、リナがいつものように森で盗賊に絡まれているところを、通りすがったガウリイが成り行きで助ける。ガウリイは見た目がまだ頼りないリナの保護者をかって出、アトラス・シティまでの道筋を同行する。一行は途中、賢者の石を狙うゼルガディス、賢者として名高い赤法師レゾと対峙する。幾多の攻防の末ゼルガディスはレゾを裏切り、レゾは念願の賢者の石を手に入れるが、同時に魔王として覚醒する。リナたちは苦戦を強いられるものの、何とか覚醒したレゾを打ち破る。アトラス・シティ到着後、リナはガウリイの持つ伝説の武器「光の剣」に興味を示し、旅を共にするようになる。
第一部
リナ達一行はその後も旅を続けるが、関わる様々な事件全てに何故か魔族が絡んでくる。そしてアメリアや謎の神官ゼロスらを一行に加え、徐々に話の核心へと近付いてゆく。ゼロスの導きで異界黙示録（クレア・バイブル）に辿り着いた際、ついに冥王（ヘルマスター）フィブリゾが姿を現し、魔族の反逆者魔竜王（カオスドラゴン）ガーヴと共に、リナが魔族と関わりあってきた原因が明らかになる。それはリナがレゾを倒した際に使用した「重破斬（ギガ・スレイブ）」というオリジナルの術が、「金色の魔王（ロード・オブ・ナイトメア）」という魔王や神を超越した存在から力を借りたものだったからであった。その力で世界を滅ぼそうと（混沌に戻そうと）画策するフィブリゾと、それに異を唱え妨害を続けるガーヴ。これまでの事件はそれぞれが陰で糸を引いていた結果だった。しかしガーヴはフィブリゾの力の前に為す術なく敗れ、リナは人質となったガウリイを救うべく、フィブリゾと対峙することを決意する。
第二部
リナとガウリイは、第一部のラストで失った「光の剣」に代わる武器を求め、二人で旅を再開する。途中ルークとミリーナというトレジャーハンターコンビと知り合うが、求めていた伝説の武器はなかなか手に入らない。そんな中またも各地で起きる不吉な兆候を示す事件の数々。それらの事件は竜族の長老ミルガズィアによれば、今度は覇王（ダイナスト）グラウシェラーが約1000年前に起きた降魔戦争を再現しようと画策しているのではないかと教えられる。リナ達はそれを回避すべく奮闘するが、ついにある事件が元で秘められていた赤眼の魔王シャブラニグドゥの一片が覚醒してしまう。再び伝説の魔王との決戦がはじまる。
第三部
※原作長編シリーズ16巻以降、アニメ『TRY』、SFC版ゲーム、漫画『水竜王の騎士』がそれぞれ第三部の展開にあたる。正史となる話は決められておらず、それぞれがパラレルの物語となっている。以下は原作長編シリーズ第三部について解説する。
ルーク＝シャブラニグドゥとの戦いを終え、一度実家のゼフィーリアに帰宅する事を決めたリナとガウリィ。その途中、アテッサの町にてアメリア、ゼルガディスの二人と再会し、共に「フォレストハウンド」との一件を解決しつつ、首都近くのラトカの町に到着するもそこで「ノースト」という名前の流れ者がいる事を聞き、名前から覇王グラウシェラーの腹心の一人ではないかと推測してノーストと対面。予想通り、覇王将軍だったノーストはシェーラの名前を出した途端、二人を閉鎖空間に閉じ込めるもリナの名前を聞くと戦意を喪失。二人を元の世界に戻すもそこは元のラトカの町ではなく、同じ名前ではあるが見覚えのない街並みだった。情報を整理していくとそこは結界の外の世界である事が判明。かくして二人は結界の中の世界に帰還すべく旅を開始するのだった。

## 登場キャラクター
リナ＝インバース
本作の主人公で自称「美少女天才魔道士」。世界を見るため旅をしている。豪放磊落な性格と強力な魔力の持ち主。
ガウリイ＝ガブリエフ
金髪碧眼の美青年剣士。生真面目な性格でリナの相棒。
白蛇のナーガ
リナ以上に型破りな性格をした女魔道士で、自称「リナの最大最強にして最後のライバル」。
ゼルガディス＝グレイワーズ
凄腕の魔法剣士。リナを襲うがのちに仲間となる。
アメリア＝ウィル＝テスラ＝セイルーン
セイルーン王国の第二王女で巫女頭。セイルーンのお家騒動後、リナの仲間に加わる。
獣神官（プリースト）ゼロス
神官姿の魔族。一見温厚だが残虐な性格。
ルーク
凄腕の魔法剣士。ミリーナに好意を抱いている。
ミリーナ
凄腕の魔法戦士。ルークと行動を共にする。

## 世界観
『スレイヤーズ』の世界は、ヨーロッパを基調としており、人間以外にドラゴンやエルフ、ゴブリンなども存在する。典型的なファンタジー世界となっている。魔法も日常に当然に存在し、その発生メカニズムや個々の術の作用も、断片的ながら系統立てて語られている。
リナたちのいる世界の構造は、「『混沌の海』に立てられた杖の上に平面世界が皿のように乗っている構造となっており、この世界以外にもいくつかの他世界が存在する。それぞれの世界では、『魔王』と『神』が互いに勢力を争って抗争している。魔王はこの世界を支える杖を欲して世界を滅ぼそうとしている」という世界観が通説となっている（『杖の上の平面世界』という点に関してはリナは疑問視しているようだが）。リナたちの世界でも、「赤眼の魔王（ルビーアイ）」シャブラニグドゥと「赤の竜神（フレアドラゴン）」スィーフィードという、赤を象徴する魔王と神が争い、約5000年前に赤眼の魔王は七つに分けられて封印され、赤の竜神は分身を四体残して滅びている。宗教はスィーフィードとその分身を信仰の対象にしているのが一般的だが、魔王を信仰する邪教集団も存在する。
なお、他世界の様子の一部は、同原作者のSF小説『ロスト・ユニバース』中にて描写されている。

### 魔族
本作において魔族は、全ての生きとし生けるものにとって最大の脅威として描かれている。矛盾を内包した存在よりも、完全なる秩序に満ちた無を望み、世界を滅ぼしたその後は自分達をも滅ぼして、世界ごと混沌へと帰ることを目的としている。したがって、存在し続けることを望む生物とは決して相容れない存在である。魔族は怒りや不安、恐怖、悲しみといった人間の負の感情を糧としており、これらを得るために時として積極的に人間に危害を加える。
各魔族についてはスレイヤーズの登場人物#超常的存在を参照。
純魔族
純魔族は精神生命体であり、物理的肉体を持たず、精神世界面（アストラルサイド）に存在している。実体が物理法則から外れており、精神世界面に対しても影響力を持つ物理攻撃か、魔族の力を借りた黒魔術、もしくはアストラル系の精霊魔術や神聖魔法でなければ、ダメージを与えることはできない。そうした魔法であっても高位の魔族ともなるとその精神力が人間より圧倒的に高い為、人間が持てる精神力では竜破斬クラスの魔法でも大したダメージにならない。そのため一般人にとっては為す術がない相手で、主人公リナにとっても、苦戦を免れない厄介な相手である。
ただし純粋な精神生命体である魔族は、己のもつ力こそがその存在の拠り所であり、他の存在に頼ることはそれだけで自らの存在を危うくすることとなる。したがって純魔族は人間などと異なり、他者の力を借りる術を用いることができない。同様に純魔族は、単なる捕食対象にすぎない人間に対して、己の存在が揺らぐために本気の攻撃ができず、そこに人間の付け入る隙がある。
魔族は基本的に、魔王-高位魔族（ダメージを受けても人間の姿のまま）-中位魔族（ある程度のダメージで人間の姿を取れなくなる）-下位魔族（元から人間の姿を取れない）の序列に分かれている。魔族の力の目安に、「いかに人間に近い姿がとれるか」というものがあり、基本的に人の姿をとれる魔族はそうでないものに比べて強力ということになっている。下位魔族はきちんとした人間の姿をとることが出来ず、顔の半分がのっぺらぼうだったり、半透明の巨人だったりと、人間っぽい形をした化け物といった姿しか取れない。また中位魔族の場合も、ある程度力を失うと人の姿をとることが出来なくなる。
なお、魔族の死とは、大幅にダメージを負い、物理世界へ現れる力を失った状態を指す。対して、滅びとはその存在が完全に消え失せた状態を指す。そのため、たとえ死んだとしてもやがて力を回復して復活するが、滅びた魔族は二度と復活しない。
魔王の腹心をはじめとする高位魔族は一般にはその実在を確認する術がない為、実際にその力を借りる魔法を使える魔導師たちにすら概念的な物としか捉えられず実在を否定されていたが、リナによって魔竜王ガーヴと冥王フィブリゾが滅びたしばらく後、セイルーンにてガーヴの力を借りる魔法である魔竜烈火砲が使えなくなっている事が実証され、その実在と消滅が魔導師協会に知れ渡る事になった。
亜魔族
下位魔族よりもさらに下位の魔族は、自分の力だけでは物理世界に存在し続けることができない。このため純魔族と異なり、物理世界に具現化するためには自我の低い動物などへ憑依する必要がある。こうした、肉体に憑依することによって魔族としての純粋さを失い、その肉体と能力を変貌させたものを亜魔族と呼ぶ。
亜魔族は知能が低く、物理的な実体がある為通常の物理攻撃でもダメージを与えられる。ただし、その皮膚は三流剣士のなまくら剣などはじき返し、純魔族同様四大元素の力を借りた術も殆ど効かない。更に、咆哮1つで複数の炎の矢や槍を生み出しこれを攻撃に用いる。作中では、非常識に強いリナ達に雑魚扱いされているが、一般人から見れば亜魔族でも十分脅威の存在である。
本来自我の強い人間には憑依してもデーモンにはならないが、何らかの方法で自我を破壊して憑依すればデーモンになる。その場合元となった人間の運動能力次第では純魔族並みの力を持つデーモンを生み出すことができる。自我の強い人間に憑依すると人間がデーモンの能力を身に付ける。
なお、高位の魔族にむりやり具現させられた場合には、物理世界でも存在することができる。

### 魔法
この世界の魔法は、混沌の言語（カオス・ワーズ）と呼ばれる呪文によって因果律を狂わせ、精神世界面（アストラル・サイド）に干渉して引き出す力とされる。高度な術はこれに加えて特殊な身振りや道具、魔法薬を必要とする。魔力が高い種族なら呪文は必要なく、簡単な動作や声などで使うことができる。系統としては、力を借りる相手となる者によって黒魔術、精霊魔術、神聖魔法に大別されるが、用途に合わせて各系統の一部を攻撃呪文とし、それ以外と分けることが実際には多い。
また、詠唱の為のルールは全ての呪文に基本的には共通しているが、アニメ版の神聖魔術は使用言語が異なっているようではある。「破砕鞭（バルスロッド）」と「獣王牙操弾（ゼラス・ブリッド）」、「竜破斬（ドラグ・スレイブ）」と「重破斬（ギガ・スレイブ）」のように、術のメイン構成文がまったく同じでも、力を借りる者が異なれば威力も現象もまったく異なる術になる。精霊魔術でもアレンジを加える事で形を変えたり、任意の地点で炸裂させるといった事が可能。「火炎球（ファイアー・ボール）」と「氷結弾（フリーズ・ブリッド）」がぶつかり合うと消滅したり、「氷窟蔦（ヴァン・レイル）」を二人同時に使うと氷の竜になったりと二つの魔法が干渉しあって強化されたり、打ち消しあう事もある。
なお、人間の間で魔法が高度に発達しているのは結界の中だけであり、結界の外では手品程度の物しか扱えない。アニメ版「TRY」での設定だったが、同じく結界の外が舞台となる原作第三部でも同様である。
黒魔術（黒魔法）
魔族から力を借りることで行使される術。作中では攻撃呪文としての黒魔術が最も使用頻度が高く、「竜破斬（ドラグ・スレイブ）」はドラスレと略され主人公リナの代名詞的・必殺技的存在になっている。攻撃呪文の中には魔王やその腹心の力を借りた術もあり、それらは「冥王」や「覇王」など、個々の魔族の称号を冠している。こうした魔族の力を借りた術は、借りる対象が滅ぶと使用ができなくなる。また、力を借りた相手には「お前自身を殺すのを手伝ってくれ」と言っているのに等しいため、原則として（力を借りる対象が自らの滅びを求めているなどの例外を除いて）一切通用しない。ただし、借りる相手の魔力を強制的に引き出す事になる為、その魔族が攻撃などに放つ魔力をこちらが魔法を使って消費させることによって相手が放った魔力を消滅させる事は可能。魔族自身は、自己の力のみを拠り所にしている関係上、扱うことができない。攻撃呪文としての黒魔術は、攻撃力の大半を直接相手の精神世界面に叩きつけて攻撃し、その余剰エネルギーが爆発などの物理現象として具現化している。
精霊魔術（精霊魔法）
地水火風の四大元素に加え、「精神」の属性を加えた五属性の術。精神に作用する術は攻撃用黒魔術と同じく精神世界面に直接叩きつけるが、地水火風の術は具現化した上で物理的な作用を相手に与える。そのため地水火風の術では、精神世界の存在である魔族にはダメージを与えられない（例外として「雷花滅撃吼（ラザ・クロウヴァ）」風の元素を用いた術だが肉体と精神にダメージを与える術なので魔族にもダメージを与えられる）。
白魔術が精霊魔術の一部でしかないのは、この世界では長らく魔族の結界により神の力が届かないでいたからで、奇跡や祝福に属する"それっぽい"術などが白魔術と呼ばれている。ただし、「超巨大あとがき」による作者の見解では、冥王・魔竜王が滅びて以降は魔族の結界にほころびが発生しており、理論上は一般的な意味での白魔術が使用可能とのことだが、原作中では誰もそのことに気付く描写は無い。結界の力が及んでいない外の世界では地、火、空竜王の力を借りた術なども自由に扱う事が可能。術によっては素養と訓練次第で人間の魔力容量でも使用可能。
魔族であっても必要があれば使用は出来るが、黒魔術を使えないのと同じ理由で自身にダメージを受ける。また、レッサーデーモンが使う「炎の矢」は実は精霊魔術ではなく、自らの魔力で具現させた物である（純魔族ではないので他者の力を借りた術を使ってもダメージはないが）。
神聖魔法
黒魔術にも精霊魔術にも属さない術で、小説版では黄金竜（ゴールデン・ドラゴン）のミルガズィアが、アニメ版『スレイヤーズTRY』では黄金竜（ゴールド・ドラゴン）のフィリアが用いる。詳細は不明だが、魔族による結界崩壊後に神の力を借りて唱えているようで、一般的な意味での「白魔術」に相当すると思われる。
その他の術および補足
魔族（もしくは魔族と融合した人間のうち数名）などが使う術（空間渡り、ラウグヌト・ルシャヴナ、レッサーデーモンの「炎の矢」や人型、および本編15巻の強化デーモンが使用する光の盾）、など、術の原理が上記魔術と異なる術がいくつか存在する。これらは自分自身を力の源とした黒魔術といえなくもないが、使用する術の現象が、力を行使する者に関係なく同一だったりと、一線を画している。
混沌の言語（カオス・ワーズ）
呪文詠唱に使用される言語。黒魔術や神聖魔術にはこの中に力を借りる対象の別名（黄昏よりも暗き者=シャブラニグドゥなど）が含まれる。魔法の知識が無い者には意味のわからない言葉にしか聞こえない。
力あることば
呪文詠唱後に魔術を発動させるキーとなる言葉。術そのものの名称をも兼ねている。

### 武器・道具
光の剣
伝説の剣の1つ。正式名称は「烈光の剣（ゴルン・ノヴァ）」で、異界の魔王・闇を撒くもの（ダーク・スター）の武器であり分身。詳細は当該項目を参照。
斬妖剣（ブラスト・ソード）
伝説の剣の1つ。薄紫に輝く刀身で周囲の魔力を糧としそれを切れ味に転化する特性を持つ。 詳細は当該項目を参照。
餓骨杖
その名を伝説に残す赤眼の魔王（ルビー・アイ＝シャブラニグドゥ）の武器｡魔王自身の一部で魔王がいる限り、破壊されても再生できる｡棍のような杖で、魔王の思うがままにその形状や機能を変えることが可能で、赤ん坊の頭ほどの大きさをした赤い宝玉を出現させたり、柄に赤い宝玉が埋め込まれた剣へと変化させることができる｡
祝福の剣（ブレス・ブレード）
神聖樹（フラグーン）の中から見つかった剣。神聖樹と同調しており使用者の精神を浄化、増幅させる他、使用者が剣を握っていなくても、神聖樹に触れてさえいれば剣へ精神力を送り込むことができる特性を持つ。かつてはサイラーグ・シティの神殿に奉納されていたが、シルフィールが子供の頃に持ちだして神聖樹の洞窟のなかに隠してしまった。その後レゾのと闘いでリナ達が使用したが、冥王フィブリゾがサイラーグ・シティに現れた際に神聖樹がはぜ割れた為、共に消滅した。
宝石の護符（ジュエルズ・アミュレット）
魔法陣を封じた宝石。武器や防具に組み込むと性能を上げる。リナは傷物の宝石を使って造っていた。
エルメキア・ブレード
伝説の剣の1つ。精神のみを切り裂くと伝えられる。
賢者の石
魔力を拡大･解放する魔血玉（デモン・ブラッド） のかけら｡見た目は石炭に似た貧相な小さな黒色の石｡魔力の増幅器で、歴史の上に登場するのはわずか数回のみだが、登場するたびに歴史に影響を与えている｡赤法師レゾが自らの目を開く為、飲み込み消失する｡
魔血玉（デモン・ブラッド）
4つの呪符（タリスマン）からなる魔力の増幅器。詳細は当該項目を参照。
レグルス盤
マジック・アイテムの1つ。コインを一回り大きくしたチップのような外見をしている。大きな町にある魔法の道具の店なら2枚一組で金貨100枚程の値段で販売されている。片方に簡単な呪文を唱えてから話しかけると、その声がもう1枚のある所で聞くことが出来る。徒歩で1日以上歩いた距離になると使用できなくなる。
呪法球（ルーン・オーブ）
天候の一時操作などの大掛かりな儀式魔法などに使用される宝珠。淡い光を放っているクリスタルの球。非常に高価で、ちょっとした家が家具と土地こみで2、3軒買える程。

### 用語
魔道士
本来この世界にあらざる力である魔力を何らかの方法によって引き出し、役立てる研究に通じる者。大別して、一か所に留まり文献を用いた資料探索と地道な実験の積み重ねに日々を送る研究タイプ、と攻撃などの呪文の実践・実験の為、旅をしながら何でも屋の様に様々な仕事を請け負って生活を送る、実践タイプの2種類に分けられる。研究タイプの中には実験の成果を盗まれるのを恐れて、人里離れた所に居を構える者や実験場を自宅の地下に設ける者がいる。また、研究･実践タイプ共に魔道の研究にはかなりの資金を必要としており、金目当ての犯罪に走る魔道士も多い。
呪術士
遅行性の魔法や大掛かりな儀式魔法を主に扱う魔道士の総称。人を呪う魔法も含まれる為、自分の身分を公言している呪術士は少ない。

魔道士協会
魔法を習得したい人々の為に効率よく魔法を学ぶため設立された組織で、舞台となっている地域の各所に支部が置かれている。ただし、悪用者の続出を防ぐため、教えるのはあくまで、理論や概念のみで、いわば学校のようなもの。
活動内容は魔道士になりたい者から授業料をもらって講義をする、所蔵している魔道書などの書物を閲覧させる、魔道士が行っている研究への援助などの教育・育成活動。害のない簡単な呪文を一般市民に有料で教える、旅の魔道士に仕事を仲介して仲介料を徴収する、有料で「隔幻話（ヴィジョン）」を用いたメッセージサービスを行う、神がかった魔法（白魔術）のノウハウを秘密裏に教会などの宗教団体に売り渡すなどの商業的活動。更に、各国政府が魔道士の任官を求めた際には、魔道士の推薦を行っており、アトラス・シティ魔道士協会のように一定の政治力を保持している支部もある。サイラーグにあった本部がザナッファーに潰されたため、現在は統括するところがない。そのため、基本路線は変わらないものの、細かい方針や活動内容は各地でかなりやり方が異なる。
協会は1人の評議長と2人の副評議長によって構成される評議会によって運営される。協会運営に関わる者はその大半が、必然的に一か所に留まっている事が多い研究タイプの魔道士である。
神魔戦争
約5000年前に赤の竜神スィーフィードと赤眼の魔王シャブラニグドゥが、舞台となっている世界の滅びと存続をかけて戦った戦争。この戦いによって眠る竜と呼ばれていた大陸の大半が蒸発している。結果両者共に致命的な損傷を負い、竜神は4つの分身を残して滅んだ。一方魔王は部下の5人の腹心を残して、竜神によってその身を7つの欠片に切り裂かれ、輪廻転生を利用して消滅させる為にそれぞれ寿命の短い人間の心に封印された。
降魔戦争
約1000年前に舞台となっている地域で勃発した、人間、エルフ、ドワーフ、竜族などの連合軍と神族が魔族と戦った戦争｡冥王フィブリゾ指揮の元各国中枢に潜り込んだ魔族が、人間同士の戦いを引き起こしたのを端緒にして野山にデーモンが大量発生し、最終的に復活した魔王の欠片1体と赤い竜神の分身である水竜王がカタート山脈で戦った。水竜王は魔王とその部下である魔竜王ガーヴによって滅ぼされるが、魔王も水竜王によって氷漬けにされてカタート山脈から動けなくなってしまう。この戦争時に張られた神封じの結界によって、リナたちが住んでいる地域は外界と隔絶される。
異界黙示録（クレアバイブル）
異空間に飛ばされた水竜王の知識｡その知識はこの世界における魔道技術を遙かに凌駕していると言われ、世間一般では「異世界の魔道技術を記した魔道書」とされている｡「竜たちの峰（ドラゴンズ・ピーク）」他各地にこれに通じる入り口があるが、空間が歪んでおり、辿り着くことは難しい。人の眼では見ることはできず、両掌を伸ばすと宝珠のような球体を感じることが出来る｡この球体に触れ、聞きたい事柄を思念すると、答えとなるべき知識をその者にもたらす｡異空間にあるオリジナルと、その部分的な内容を文章にして書き写した写本がいくつか存在する。写本に記された知識は不完全なものであり、写本の知識を元に創造したものは不完全なものしかできていない。
神聖樹（フラグーン）
サイラーグ・シティの中心部にあった巨木。約120年前、光の剣の勇者がザナッファーから出てくる瘴気を中和する為に、竜族から手に入れその躯に植えられた。瘴気の他負の感情を成長の糧としており、大きさは森と間違える程で内部に複数の洞窟が存在する。サイラーグが壊滅した後も元の場所に生えていたが、冥王フィブリゾがサイラーグに現れた際にフィブリゾの瘴気を吸収しきれずにはぜ割れ消滅した。
『REVOLUTION』では「神聖樹（フラグーン）の種」が登場し、白銀獣（ザナッファー）の瘴気を吸収するため、ポコタによってセイルーンにある湖内に植えられた。
水霊族（ニルファ）
人間に似た体型の翡翠色の肌と髪をもった種族。湖などの淡水の中に住んでいたが、貴重な魔道材料と成り得る特殊な肉体構造をしており、内臓の一部が人間に延命効果をもたらした為人間によって狩りつくされ、絶滅したとされている。しかし、ドライアド・シティ近郊の山中にある巨大な湖に生き残りが、リナによって確認されている。性格は温厚で、人語を話すことができ外見に似合わず、人間の2、3倍の力を持つ。
半魚人
魚の胸鰭と腹鰭が人間の手足に置換された水陸両用種族。魔法的な能力の高い個体も存在し、水の精霊魔法などの分野に長じている。繁殖方法は体外受精で受精させた卵を地上の湿った場所に置くことで孵化する。
ガルム
子牛程の大きさの、黒い巨犬。性質は獰猛、残忍で口から炎の吐息を吐くが、魔道士の召喚魔法によって呼び出され、使役されることがある。

### 地理
スレイヤーズの舞台は、スィーフィード世界の東部に位置する大陸の北西の半島区域。この地域はヨーロッパ程の面積があり、約1000年前の降魔戦争の時に張られた神封じの結界や魔族と自然の脅威などによって外界とは完全に隔絶している。故に他地域との長距離交易は行われていないが、リナたちの時代には国家間での大きな戦争は起こっておらず、陸地の沿岸では各国の港を結ぶ交易船が行きかうなど地域内での交流は盛んなようである。
アニメで公開されたスィーフィード世界は中央の魔海と呼ばれる内海を囲む形で大陸が並んでいるが、内海側の海岸線は綺麗な円になっており、魔海を補うと全体は竜の形に見える。

#### 国家
国家は王国・帝国・公国・連邦・共和国など様々な国家体制を持つ国が存在する。
エルメキア帝国
東に位置する帝制国家。かなり広い領土を保有しているが、冥王フィブリゾが担当する滅びの砂漠に面している為農地が砂漠に浸食される砂漠化が進行しており、問題になっている。精鋭として有名な魔力武装を装備した聖槍騎士団（グングニル・ナイツ）という騎士団を保有している。ガウリイの故郷らしいが詳細は不明。滅びの砂漠との境界あたりにはガルムという黒い巨犬が生息している。
カルマート公国
首都はカルマート・シティ。ディルス王国、聖王国セイルーン、ラルティーグ王国、ゼフィーリア王国と国境を接している。魔道関連の施設が少ない。ベゼルド近郊の山中でデーモンが現れ、子供を殺害し討伐に向かった部隊が音信不通になった事件を皮切りに、各地でデーモンが大量発生していた。
マイン
クロツ率いる魔王信仰集団が本拠地にしていた村で、ディルス王国に続く寂れた古い裏街道沿いにある。周辺には遺跡が多数あり、集会場や神殿として使用されていた。
ウェゼンディ・シティ
カルマート公国の西端の都市。ラルティーグ王国、ディルス王国へと続く街道の分岐点にあり、交易の町として栄えている。
ベゼルド
かつて近くの山でオリハルコンが発見された町で、オリハルコンが見つかった山には、あちこちにかつて使われていた坑道が存在している。町の通りには露店が立ち並び、馬車が行き交い多くの人で賑わっている。デーモンが大量発生した後、町には多数の兵士や魔道士が派遣され駐留していた。その後、廃坑から現れた巨大なデーモンによって市街地は甚大な被害を受けた。
ソラリア・シティ
カルマート公国の南端の都市。都市を壁が囲むが、都市が大きくなるにつれ、壁を増築していったせいで、不規則に走る壁によって、いくつもの区画に分断されており、慣れていない人間にとっては動きにくい。街の端にある開発途上の区画は、整備などは行われておらず、とりあえず片っ端から家が建てられている、といった感もある。一時期、城のまわりには怪しい施設ができており、そこではベルギス一味により非道な人体実験が行われていた。
カルマート・シティ
カルマート公国の首都。正式名称は都市の古い名もつなげて、カルマート・エルアトリオ・ヴィシス・ヴィラスコ・シティ。白亜の王城の城壁の周りを取り巻くように、大小様々な建物が建っており通りは人通りで賑わっている。街のはずれには立派な魔道士協会の建物が、街の近くには国王が造らせた闘技場がある。

聖王国セイルーン
地図では海に面してはいないが、かなりの大国。首都は白魔術都市の名でも知られるセイルーン・シティ。
セイルーン・シティ
聖王国セイルーンの首都が置かれている都市で白魔術関連の施設が多い。赤の竜神（スィーフィード）を信仰しており聖王都、白魔術都市などとも呼ばれる。都市は六芒星の形に区画されており、都市そのものが魔法陣となっている。都市と結界の中心部には王宮が存在する。
プライアム・シティ
セイルーン・シティから北に進んで、小さな山をひとつ越えた所にある町。町の中心に小さな領主の城がある。

ゼフィーリア王国
ブドウが名産の田舎。リナの故郷であり屈強な人間が多いそうで、あとがきによると「なまくらな剣などをはじき返す電撃竜（プラズマ・ドラゴン）を包丁一本で仕留められる若い女性がごろごろいる可能性がある」との事。また、リナも彼らを評して「手加減一発岩をも砕く」と述べている。実際この国ではリナでさえ500本の指に入るかどうかの実力らしい。極秘部隊を有した永遠の女王（エターナルクイーン）と呼ばれる女王が国を治めている。首都はゼフィール・シティ。
アテッサ・シティ
ゼフィール・シティから10日ほどの距離にある街。採鉱と鍛冶の街で、周囲にはセルセラス大森林が広がり、鉱山が点在している。セルセラス大森林がゼフィーリアとセイルーンにまたがって存在するため、過去には街で作られる武器を巡って戦乱が起きた事もあるが、現在はゼフィーリア領ながら街に兵を置かない中立状態にあり、独自の自警団が存在する。セルセラス大森林にはエルフが住んでおり、150年前に木を伐採する代わりに苗木を植えるという事で協定を結んだ歴史がある。しかし、現在でも人間が伐採する事をよく思っていないエルフもいる。
ディルス王国
首都はガイリア・シティ。南の国境はラルティーグ王国と接している。北の魔王が住むカタート山脈や竜たちの峰（ドラゴンズ・ピーク）に近い。魔族によって国家の権力が掌握される、ということが2度行われている。
ガイリア・シティ
ディルス王国の首都が置かれている大都市。街の周辺は街壁に囲まれている。一度ゼロスの起こした火事で市街の大半が焼失した。その後も街中でレッサー・デーモンが出現するなどのトラブルに見舞われた。
ルアルド・シティ
ディルス王国南端の町。ラルティーグ王国との国境近くにあり、交易が盛ん。
竜たちの峰（ドラゴンズ・ピーク）
ディルス王国北西にある竜族の住まう峰。異界黙示録の存在する異空間への入り口がここにあり、ミルガズィアら竜族がこれを守っている。オリハルコンを採掘できる場所があるらしい。

ライゼール帝国
半島の先端部分にあり、元老院が存在する国家。主要都市はサイラーグ・シティとアトラス・シティ、クリムゾン・タウンなど。
アトラス・シティ
リトハーン公が治める大きな街。交通の要所に存在し、街のあちこちに露店や屋台が立ち並び昼間は連日多くの人々で賑わっていた。第2部終了時にはデーモン達の襲来を受け、街壁の一部が壊れており、物流も細くなり露店も少なく人通りもまばらになっていた。
サイラーグ・シティ
ライゼール帝国のほぼ真ん中にある街。かつては魔道士協会の本部が置かれ魔道都市と呼ばれていたが、120年程前にザナッファーによって都市ごと壊滅し死霊都市というあだ名が付けられた。以後植えられた神聖樹（フラグーン）を中心に復興し、大きな街になっていたが、コピーレゾの手によって再び跡形もなく破壊され、神聖樹（フラグーン）を残して街は荒野と化す。第1部終了時に冥王フィブリゾによって、一時的に再現されるがフィブリゾが倒されたことにより消失。この際、神聖樹（フラグーン）も消失する。その後も赤眼の魔王が異世界を創るなど、事件が何度も起きたため「不幸の博覧会といっても過言ではない、世界一不幸な都市」とリナに称される。第2部終了時には復興が始まっており、街の形が出来ている。
瘴気の森
サイラーグ・シティのそばにひろがる森。ザナッファーが倒された際にこの地にザナッファーの血が溜まり、瘴気が発生。以来森のあちこちには始終妙な気配が立ちこめるようになり、その為かこの森では行方不明者が続出し犯罪発生率も非常に高かった。冥王がサイラーグを再現する際にサイラーグ周辺の瘴気を中和した為、現在は普通の森とあまり変わらない。

クリムゾン・タウン
大きな湖に浮かぶ無数の小島が橋で結ばれ、そこから発展した大きな街。街には縦横に運河が走り街中の主要な交通は、運河を行き交う小舟である。建物の外壁は白で統一されており、夕日に照らされ建物が紅く染まることからクリムゾン（紅）という名前になった。街の地下に小島が点在する、巨大な地底湖が存在する。
テルモード・シティ
ライゼール帝国の片隅に位置する都市。大きな都市だが、良く言えばバランス良く発展しているが、これといった特徴がない。

ラルティーグ王国
首都は15年前までダブオン・シティだったが、血生臭い跡目争いの結果、商業活性化を公の理由として別の街に遷都された。領土を表すシンボルは角の生えた豹、東方を司る獣は白い鳥。この国には「世界動物愛護連盟」という名前の動物愛護団体の支部が12存在していた。現国王はラルティーグ11世。
タイレル・シティ
ラルティーグの東方防備の要となっているタイレルの領主、トゥラーディア家の居城がある街。領主の代替わりに伴い、野心家の大臣が主に反旗を翻した際、ナーガが自分達を襲った大臣の手先に対して、制御できないゴーレムを繰り出してしまい、暴走したそれらがタイレル・シティに侵入。リナとナーガがゴーレムを破壊する際に、流れ弾などによって、街の3分の1程が壊滅してしまい、街の復興費用の為領主の財政は破綻。領主の娘ですら造花作りに精を出している始末である。
フィガロ・シティ
タイレル・シティとほぼ同じ規模の街。街の中心には豪華な邸宅が密集しているが、下町はくたびれた建物が多く同じ街中でありながら、貧富の差が激しい。領主のマクガレル公はタイレル・シティの領主とは縁戚関係にあり、タイレルの財政が破綻した際には領主から借金を申し込まれた。
ウィンボウ・シティ
小さなロードの居城がある町。ここの騎士団にはろくな人間がいないらしく、「騎士団恒例コンテスト・今のうちに逮捕しておきたい男ベストテン」なるものがある。
セレンティア・シティ
東西南北其々にスィーフィードの分身である神々を祀った分院と、中央にそれらを統括するスィーフィードを祀った本院が存在する宗教都市。寺院都市とも呼ばれる、各国から巡礼者に来る者もいる。14巻開始の少し前に本院は火災によって焼失し、それに伴った神官長の跡目騒動が発生し街は騒然としていた上、その煽りを受けて起きた別の事件をきっかけに各寺院を統括していた大神官他多数の神官が命を落とした。
ダブオン・シティ
15年前までラルティーグ王国の首都だった大規模な街。街中には大きな総合病院が存在し、建物は巨大で白く5階建ての円柱形である。この病院は魔道士協会やスィーフィードの教会、呪術士ギルドが提携し、各種呪術、薬草による治療の専門家をそろえており、「この病院で治せない怪我や病気は世界中のどこでも治せない」とさえも言われている。
ドライアド・シティ
四方を山に囲まれてはいるものの、温暖な気候と豊かな水源、そして交通の拠点になるという好条件に恵まれて、発展してきた町。近くの山中にある湖には絶滅したと考えられている水霊族（ニルファ）が隠れ住んでいる。
デミダス・シティ
魔道士協会のある町。領主の城は町の郊外にある、谷川沿いにある巨大な一枚岩の崖の上に建っていた。
プロキアム･シティ
大きな坂の途中につくられた都市。建物の中以外は、町中が坂といっても過言ではない。街の一番高い場所にある展望台に登ると、国境を越えてはるかテルモード・シティまでが見渡せる。何代か前の市長がその見晴らしの良さに目をつけて、魔道士協会に働きかけ、街のいたるところに街灯を設置し、夜になると、協会の魔道士達に、魔法の明りを灯して回らせるようにした。そして夜になると頭上には満天の星々、眼下にきらめく無数の光が美しい夜景を作り出し観光名所として栄えてる。

沿岸諸国連合
名称から海沿いにある国々の連合体らしいが、地図では内陸に深く食い込んでいる。それ以外は不明。
ラグド王国
沿岸諸国連合に所属する小王国。国土は他国の地方領程度しかないが、土地条件に恵まれ大国や魔族の被害も他国と比べると少なく、作物もそこそこ採れる平和な国。しかし、近年魔道士の大臣が国軍の大半や、現地の魔道士協会所属の魔道士を巻き込んだ大規模な反乱をおこし、国都では大規模な市街地戦が行われた。この反乱はリナ＝インバースと白蛇のナーガの活躍によって鎮圧された。
フェルゴル
ラグド王国の隣国。魔道士協会が存在する。
ルヴィナガルド共和国
沿岸諸国連合に属している国だが、海に面しておらず、国土も他国の比較的大きい地方領程度。これといった産業もなく、特産品も船の建材に使われるルヴィナ杉のみ。かつては王国だったが、国王が人と亜魔族を用いた兵器の開発を行っていた為、周辺諸国の介入により共和国になる。
イルマード公国
沿岸諸国連合に属する国。海に面しているが、国土は狭く他国の地方領程度しかない。しかし観光および避暑地として有名で「有名な観光地を上げろ」と聞かれた際には必ず名前が出てくるそうである。各国の富裕層がこの国に別荘を構えており、それなりに豊かな国である。
リハード王国
沿岸諸国の片隅にある国。首都の城下町は大都市といえるほど大きくない。隣国のセレニアス王国との仲は険悪。この国の諜報員たちの綿密な調査の結果、「リナ＝インバースとは巨大な体格と薄青い肌、額に生えた小さな角をいつも前髪で隠しており、月のない夜しか活動しない存在」だということが判明した。
セレニアス王国
リハード王国の隣にある国。リハード王国とは非常に仲が悪い。

#### 所属国不明の都市・町・村
ウランバール
領主の城がある城下町。近くに年に一度美しい花を咲かせるアニムジアという木があり、時期になると各地から花見客が訪れる。
カルミドール・シティ
呪術師ミシェールが所有する、広大な森に周りを囲まれた小さな城下町。町から離れた丘の上に、領主であるロード・カシミオンの城が存在する。
クービック
アランタイズ領内にある町。山間にあり大きな街道に面している。
クラウワードルン
ダウンタウンの1区画の地下に、現代ファッション業界を裏で支配するグラシード手芸同好会の本部がある町。
クランドール・シティ
広い大通りに露店が並んでいる街。この町の魔道士協会には風紀委員が425人、風紀委員幹部が74人いる。
クルアサル・シティ
魔道士協会のある町。かつて評議長の暴虐に耐えかねた副評議長が反乱を起こし、評議長を辞任に追い込んだ。
ゴドア
ラノークの町から獣道を約半日行った所にある、人口50人程の小さな村。
シュリガン・シティ
都市と呼べる程の規模ではないが、適度に開けて適度に自然が残っている町。魔道士協会がある。
ティアギアス・シティ
大小5本の街道が交差しており、交通の中継地点として栄えている宿場町。この町の魔道士協会にはかつて歴史研究部門が存在していた。
テシーモ
山間にある小さな村。季節になると魔道の材料になる薬草が生えるため魔道士協会の支部が置かれている。
デラザック・シティ
この町とザニールの町とを結ぶ乗合馬車組合があったが、色々あって倒産。現在、一部の組合員が牛乳配達組合を発足、運営している。また郊外に牛を飼育する牧場が存在する。
テューン
村の周りには果樹園が広がっており、最高級パインの産地として名高い。
トルク・シティ
湖に面した街で漁業や農業によって発展してきた。人口増加に伴い農業は衰退したが、漁業は相変わらず盛んで、近くにある湖でしか獲れない水ダコや水イカを使った料理は珍味として有名。
ニブス
ラテルポテトという名前の芋が名物の小さな村。
バモンド・シティ
交易が盛んな商業都市。下町の治安はあまり良くない。
バリス
山間にある小さな村。領主から派遣された役人が駐在している。
フィライ
山あいにある町。結婚が決まった男性は、徒歩で町から3日のところにあるアラニアの花を取ってきて、花嫁の髪に飾らないと結婚できない、という風習がある。
フロネーズ
街道沿いにあり、近くに山があるたいして大きくない町。
ベルナ・シティ
絹織物などで名の通った街。中心街には高級住宅地が存在し、それを取り巻くように商店などが並びその外側には庶民の住む下町が広がっている。織物などの工房はさらに下町の外に存在する。
ベルミック
領主ジオラントの居城がある町。
ベリーズ・シティ
それなりに大きい街。軍学校があり、魔道士協会から講師を招いている。
マレネイド・シティ
商業の盛んな比較的大きな町。町から西側の山中にある塔に魔道士が住んでいた。
メルカド
交通の便はそれほど良くないが、近隣に宝石の鉱山があった為に発展した町。
モンローズ
ワインの名産地として名高い町。周辺の山にワイン造りの盛んな村々が点在し、それらの村から集められたワインの集積地になっている。
ラノーク
大きな街道から外れた所になる、特に特徴がない小さな町。
リェット
湖畔にある町。雪玉に恋文を隠してやり取りをした恋人の話に倣って年に一度、湖を挟んで隣になるミオの町との鬱憤を晴らし友情を深める為、雪玉を投げ合う壮絶な雪玉祭が行われる。
リシャール
北東に山がある町。2人のファッションデザイナーの抗争によって町はクレーターと化した。
レイトン
近くに放棄された古い城がある村。
レムス
レイトンの村の近くにある魔道士協会のある町。
ロアドール・シティ
クランドール・シティから徒歩で数日の所にある町。

#### その他
カタート山脈
北方にある山脈。降魔戦争以前は水竜王の住まう聖地だったが冥王フィブリゾの指揮の下、魔族に攻め込まれ聖者は殺され神殿も破壊され死の山となった。そして水竜王が滅び、魔王が水竜王によって封印された後は魔族の本拠地となっている。
魔海
降魔戦争時神封じの結界を張る為に、海王ダルフィンが配置された結界西方にある海。今までこの海に舳先を向けて帰ってきた船はおらず、この海を含めた遠洋は魔の海として人々に恐れられている。

#### アニメオリジナル
ゾアナ王国
『スレイヤーズNEXT』に登場した国。この国の王室には「ゾアナの魔道書」という有名な魔道書が保管されており、50年に一度公開されている。国王であるモロスとその娘、マルチナ＝ゾアナ＝メル＝ナブラチロワ王女が主導となり、世界征服を目指して軍備を拡張していた。しかし、「ゾアナの魔道書」と共に伝わっていた大昔の巨大ゴーレムが老朽化が原因で暴走し、それを止めるためリナが放った「竜破斬（ドラグ・スレイブ）」によって王宮ごと首都は壊滅、跡地にはクレーターが残った。
神聖フェミール王国
『スレイヤーズNEXT』に登場した国。優秀な巫女を育成するため、男性の居住と入国が一切禁止され都には女性しか住んでおらず、もし男性が入国した場合その男性は処刑され、男子が生まれた場合もその子供は追放される。しかし、実際は多くの女装した男性が住んでおり、女王の子供ミワン（声：野田順子）も男だった。
タフォーラシア王国
『スレイヤーズREVOLUTION』に登場。魔道都市だった時のサイラーグの末裔が、数百年前に作った国。サイラーグの遺産を封印、管理していた。世間では、一夜にして消えた国として知られている。10年以上前にデュラム病という疫病が突如国中に蔓延し、当時その病を治す手立てがなく、近隣国もデュラム病の伝播を恐れて援助せず、ある魔道士がこの国を訪れ救おうとしたが、彼の目の前でこの国は霧の中に消えた、という。
実際にはこの国を訪れた赤法師レゾの手により、国民はクリスタルの中で一時的な魔法の眠りに置かれた。同時にそれを人々の目から隠す為に国全体は霧で覆い隠された。

## 業績・作品展開
本作はライトノベルというジャンルのすそ野を広げ、ファン層を一般層にまで広げた、いわば「ライトノベルの金字塔」的作品である。
小説以外にも、漫画・アニメ・テーブルトークRPG・コンピュータRPGなど様々に展開されており、『新世紀エヴァンゲリオン』や『機動戦艦ナデシコ』と並んで角川グループが得意としたメディアミックスビジネスモデルを完成させた、日本アニメビジネスにおいても重要な位置づけを持つ作品である。
漫画版は義仲翔子による本編の漫画化『超爆魔道伝スレイヤーズ』ほか、あらいずみるい本人による短編や、トミイ大塚によるすぺしゃる、『水竜王の騎士』などが発表されている。全三部作にて終了したテレビアニメーションの新作シリーズの放送を期に放送内容のコミック、本編第二部のパラレルストーリー、原作・アニメどれにも属さない番外編ストーリーが3誌に連載された。
劇場版の公開時にも増刊コミックドラゴンスペシャルに義仲翔子による『RETURN』の漫画版、『月刊ドラゴンジュニア』にトミイ大塚による『ぷれみあむ』の漫画版が掲載されており、後者は未収録作品のショートストーリーがDVDの限定版の特典に収録されている。
あらいずみるいのみならずコミカライズ担当者のイラストもトレーディングカードゲーム1999年発売の『スレイヤーズふぁいと』のイラストにも使用された。
1994年スーパーファミコンでバンプレストよりRPGとしてゲーム化されている。その後も他機種において『スレイヤーズ ろいやる』、『スレイヤーズ ろいやる2』、『スレイヤーズわんだほ〜』が発売された。スーパーファミコン版の前にPC-98用ゲームも発売されている。
1995年にはテレビアニメ化・劇場アニメ化された。テレビアニメはその後『スレイヤーズNEXT』、『スレイヤーズTRY』とシリーズ化され、劇場版もシリーズ化されており、さらにOVA版も制作されている。また2008年に、第4期『スレイヤーズREVOLUTION』と第5期『スレイヤーズEVOLUTION-R』が分割2クールの形で放送された。これらの作品についてはスレイヤーズ (アニメ)の項を参照のこと。劇場版の公開はいずれも角川アニメ映画のほか作品と合同上映された。
同じく冨士見ファンタジア文庫の代表作である『魔術士オーフェン』とのコラボレーション企画『スレイヤーズVSオーフェン』では、両作品の主要キャラクターたちが共演している。彼らが亜神に異世界に召喚されて騒動を巻き起こすというもので、ドラマCD化されている。
富士見ファンタジア文庫から本編が初めて刊行された1990年から、かれこれ30周年を迎えたことを記念して、2020年には様々な催しの開催や、グッズが販売され、新型コロナウイルス感染症の流行の影響を受けて延期になった企画もあったものの、日程を振り替えたりと一部予定を変更して行われた。

## 制作背景
1990年代前後は現在のように多数のレーベルで新人賞が行われておらず、神坂はどうやって小説家デビューするのかを模索していた中でファンタジア小説大賞の存在を知ったことがきっかけとなり本作の執筆をスタートさせた。執筆当初は一人称でも主人公が女性でもなかったが、執筆途中に煮詰まりどうすれば上手く書けるのかを考えた結果、自身が書きやすいようにしようと選んだのが一人称であり、その流れで主人公の性別も女性に決定した。当初執筆していた作品はジャンルについても、剣と魔法の世界ではなく、化け物の跋扈している近未来の世界観であった。
また、デビューしてからは締め切りが近づくと他の作品のネタとしてストックされていた要素をつぎ込んだので、その度に世界がひとつひとつ消えていきいろんな世界を喰らってできた作品である。例えばフィリオネル王子の「平和主義者クラッシュ」も、もしかしたら別の作品として美形の使い手の必殺技になっていた可能性があると笑いを交えて述べている。

## 評価

### 批評・言説
シリーズの第1巻『スレイヤーズ！』（ただし旧版）には新人賞受賞作として、刊行レーベルの編集部の解説が巻末に掲載されている。以下、抜粋。
とある。
評論家の石堂藍は、日本のファンタジーにとって画期となった作品であり、小説としての難点もあるが、難点自体が与えた影響も侮れないと評して、原作本編では他のメディアミックス作品に比べて殺伐とした世界観が色濃く出ており、全体としてはシリアスであるが、ギャグキャラクターとふざけた表現でユーモア別世界ファンタジーになっていると記している。
評論家でもある大森望は三村美衣との対談で、呪文のシステムのようなファミコンRPGのお約束を小説に取り込み、加えてギャグに寄った内容に着目し、極端に作品の傾向をまとめるとあかほりさとる作品に通ずるとしたが、三村はメタフィクション的なギャグではなく、後述する新城カズマが評価しているパロディ要素やズレみたいな部分以外が少なくとも本編にはあり、また文章についてはものすごく計算されていて、あかほりと通じているという発想は浮かばなかったと違った感想を述べている。その文章表現についてはふだん小説を読まない読者に読ませるための技術だとという見方を大森はしている。
作家の新城カズマは本作のコミカルな描写に対して、ただの「ギャグもの」ではなく『ロードス島戦記』や『指輪物語』『ドラゴンクエスト』といった「異世界ものの常識」を把握した上でネタを笑う「パロディ」的な愉快さに繋がっていると分析している。また、漫画やアニメ的なイラストを意識的かつ大量に駆使している「狭義のライトノベル」の確立に本作を挙げて、アニメ絵でアニメ塗な作品の代表として扱っており、イラスト表現の変動期に生まれた作品として、おおまかな意味合いではあるがエポックメイキングな作品であったと紹介している。
評論家の榎本秋は、ファンタジーについて日本人がイメージを持っているゲーム的ななじみのある世界観と、長所・短所を織り交ぜたキャッチーなキャラクターに「憧れ」と「感情移入」させそれに没入させるための会話や改行などを多用した読みやすい文章に加え、「子供だましの単純な話」ではない娯楽小説としてのストーリーとテーマがある、ライトノベルの原型的存在であるとしている。
ライトノベルを研究する団体「ライトノベル研究会」のメンバーの及川早紀によると、リナという少女の一人称による語りは、新井素子ら少女小説作家が作り出した「新口語文」の影響を受けているとされる。その語り口は、場面ごとに趣が異なり、日常はギャグ調に、戦闘時はシリアスにと、ストーリーにめりはりがついているとした。内容については、既存のTRPGの世界観に影響を受けながらも、そのアンチテーゼのように、漫才的な笑いの要素に個性あるキャラクターやアニメ・漫画風のイラストといった（当時の）既存ファンタジー作品にはあまり見られない要素を効果的に取り込み、独特な世界観を構築した点が評価されていると述べている。
ライターの前田久の記事では、主人公でかわいい女の子が始めから最強の部類に入るという、それまでのレベル1から始まるようなRPGフォーマットに当てはまらない作品性で、品行方正ではないキャラクターと、練られた設定による実力者同士の戦闘も見所の革新的作品だったと特徴をまとめ、アニメの魅力においてはリナ役を演じた林原めぐみ自身の性格とも強固に結びついていたと掲載している。記事の掲載された同じ書籍内で、ライターの多根清史は、それまでのアニメや小説におけるファンタジーの大人っぽくてリアルであるべしという暗黙の空気を（同時期の『BASTARD!!』の功績も看過できないが）本作は散らしたとも書いている。
言語学者の泉子・K・メイナードは、本作の文体の特徴は、主人公のリナ＝インバースの台詞が読者に直接語り掛けるような会話文が多く使われていることであるが、ただ、前述のような会話体の文章しか使われていないということはなく作品世界の説明の際は物語調の文体に変化しており、このスタイルの変化が読者を飽きさせないと分析している。
編集者の石井ぜんじは、欧米のTRPGやRPGゲームの影響を受けていたファンタジー感が、日本風にアレンジされて、奔放で活発な女性を主人公としてくだけた一人称で語られる、短編などでみられるギャグセンスに、海外ファンタジーにないノリを形成し、「ライトノベルのファンタジー」という独自の世界観を作り上げて広めたと説明している。

### 人気
「月刊ドラゴンマガジン」誌上企画の人気投票ベスト・オブ・ドラゴンマガジン（2000年集計）では最優秀作品部門にて首位を獲得した。女性キャラ部門で主人公のリナが、脇役部門（および名悪役部門）で白蛇のナーガがそれぞれ1位に据えられている。
また、学習研究社の「アニメディア」や角川書店の「ニュータイプ」、徳間書店「アニメージュ」といったアニメ情報誌でも「スレイヤーズNEXT」以降、主人公のリナ・インバースがキャラクター人気投票で（時には2位に2倍以上の差をつけて）1位となったこともある。

## 既刊一覧

### 本編

#### 『スレイヤーズ』
- 第1巻から第8巻まで第1部、第9巻から第15巻が第2部、第16巻以降が第3部。
- 神坂一（著）・あらいずみるい（イラスト） 『スレイヤーズ』 富士見書房→KADOKAWA〈富士見ファンタジア文庫〉、既刊17巻（2019年10月19日現在）
  1. 「スレイヤーズ!」1990年1月25日初版発行（1月17日発売[K 1]）、ISBN 4-8291-2345-1
  2. 「アトラスの魔道士」1990年8月25日初版発行（8月20日発売[K 2]）、ISBN 4-8291-2369-9
  3. 「サイラーグの妖魔」1991年2月20日初版発行（2月18日発売[K 3]）、ISBN 4-8291-2388-5
  4. 「聖王都動乱（バトル・オブ・セイルーン）」1991年10月25日初版発行（10月17日発売[K 4]）、ISBN 4-8291-2412-1
  5. 「白銀の魔獣」1992年7月25日初版発行（7月13日発売[K 5]）、ISBN 4-8291-2454-7
  6. 「ヴェゼンディの闇」1993年3月25日初版発行（3月12日発売[K 6]）、ISBN 4-8291-2495-4
  7. 「魔竜王（ガーヴ）の挑戦」1993年12月25日初版発行（12月10日発売[K 7]）、ISBN 4-8291-2536-5
  8. 「死霊都市の王」1994年8月10日初版発行（7月28日発売[K 8]）、ISBN 4-8291-2575-6
  9. 「ベゼルドの妖剣」1995年6月25日初版発行（6月20日発売[K 9]）、ISBN 4-8291-2633-7
  10. 「ソラリアの謀略」1995年12月25日初版発行（12月21日発売[K 10]）、ISBN 4-8291-2658-2
  11. 「クリムゾンの妄執」1996年7月25日初版発行（同日発売[K 11]）、ISBN 4-8291-2693-0
  12. 「覇軍の策動」1997年4月25日初版発行（4月18日発売[K 12]）、ISBN 4-8291-2740-6
  13. 「降魔への道標」1998年11月30日初版発行（11月27日発売[K 13]）、ISBN 4-8291-2856-9
  14. 「セレンティアの憎悪」1999年7月30日初版発行（7月21日発売[K 14]）、ISBN 4-8291-2904-2
  15. 「デモン・スレイヤーズ!」2000年5月15日初版発行（5月10日発売[K 15]）、ISBN 4-8291-2966-2
  16. 「アテッサの邂逅」2018年10月20日初版発行（同日発売[K 16]）、ISBN 978-4-04-072905-3
  17. 「遥かなる帰路」2019年10月20日初版発行（10月19日発売[K 17]）、ISBN 978-4-04-073377-7

#### 『スレイヤーズ』（新装版）
- 表紙イラスト、巻末あとがきが差し替えられ、作者により一部加筆修正が行われている。
- 神坂一（著）・あらいずみるい（イラスト） 『スレイヤーズ』 富士見書房〈富士見ファンタジア文庫〉、既刊15巻（2008年11月20日現在）
  1. 「SLAYERS」2008年5月25日初版発行（5月20日発売[K 18]）、ISBN 978-4-8291-3288-3
  2. 「アトラスの魔道士」2008年5月25日初版発行（5月20日発売[K 19]）、ISBN 978-4-8291-3289-0
  3. 「サイラーグの妖魔」2008年5月25日初版発行（5月20日発売[K 20]）、ISBN 978-4-8291-3290-6
  4. 「（聖王都動乱|バトル・オブ・セイルーン）」2008年6月25日初版発行（6月20日発売[K 21]）、ISBN 978-4-8291-3296-8
  5. 「白銀の魔獣」2008年6月25日初版発行（6月20日発売[K 22]）、ISBN 978-4-8291-3297-5
  6. 「ヴェゼンディの闇」2008年6月25日初版発行（6月20日発売[K 23]）、ISBN 978-4-8291-3298-2
  7. 「魔竜王（ガーヴ）の挑戦」2008年7月25日初版発行（7月19日発売[K 24]）、ISBN 978-4-8291-3308-8
  8. 「死霊都市の王」2008年7月25日初版発行（7月19日発売[K 25]）、ISBN 978-4-8291-3309-5
  9. 「ベゼルドの妖剣」2008年7月25日初版発行（7月19日発売[K 26]）、ISBN 978-4-8291-3310-1
  10. 「ソラリアの謀略」2008年10月25日初版発行（10月20日発売[K 27]）、ISBN 978-4-8291-3339-2
  11. 「クリムゾンの妄執」2008年10月25日初版発行（10月20日発売[K 28]）、ISBN 978-4-8291-3340-8
  12. 「覇軍の策動」2008年10月25日初版発行（10月20日発売[K 29]）、ISBN 978-4-8291-3341-5
  13. 「降魔への道標」2008年11月25日初版発行（11月20日発売[K 30]）、ISBN 978-4-8291-3348-4
  14. 「セレンティアの憎悪」2008年11月25日初版発行（11月20日発売[K 31]）、ISBN 978-4-8291-3349-1
  15. 「デモン・スレイヤーズ!」2008年11月25日初版発行（11月20日発売[K 32]）、ISBN 978-4-8291-3350-7

### 外伝・短編集

#### 『スレイヤーズ すぺしゃる』
- 第1巻から第7巻の書き下ろしは「スレイヤーズ えくせれんと」であり、第9巻から第30巻は「スレイヤーズ すぺりおぉる」である。また、第9巻から前編後編の2部構成となっている。13巻、18巻、21巻[注 14]に本編に登場したキャラクターの外伝が掲載されている。
- 神坂一（著）・あらいずみるい（イラスト） 『スレイヤーズ すぺしゃる』 富士見書房〈富士見ファンタジア文庫〉、全30巻
  1. 「白魔術都市の王子」1991年7月25日初版発行（7月17日発売[K 33]）、ISBN 4-8291-2405-9
  2. 「リトル・プリンセス」1992年3月25日初版発行（3月16日発売[K 34]）、ISBN 4-8291-2431-8
  3. 「ナーガの冒険」1992年10月25日初版発行（10月13日発売[K 35]）、ISBN 4-8291-2464-4
  4. 「魔道士協会の陰謀」1993年6月25日初版発行（6月11日発売[K 36]）、ISBN 4-8291-2506-3
  5. 「戦え! ぼくらの大神官」1993年10月25日初版発行（10月12日発売[K 37]）、ISBN 4-8291-2527-6
  6. 「打倒! 勇者様」1994年10月25日初版発行（10月12日発売[K 38]）、ISBN 4-8291-2591-8
  7. 「がんばれ死霊術士」1995年1月25日初版発行（1月17日発売[K 39]）、ISBN 4-8291-2604-3
  8. 「恐るべき未来」1995年7月25日初版発行（7月20日発売[K 40]）、ISBN 4-8291-2637-X
  9. 「イリーズの旅路」1996年4月25日初版発行（4月19日発売[K 41]）、ISBN 4-8291-2681-7
  10. 「破壊神はつらいよ」1996年10月25日初版発行（同日発売[K 42]）、ISBN 4-8291-2711-2
  11. 「激走!　乗合馬車!」1997年7月25日初版発行（7月18日発売[K 43]）、ISBN 4-8291-2759-7
  12. 「家政婦は見たかもしんない」1997年12月25日初版発行（12月16日発売[K 44]）、ISBN 4-8291-2789-9
  13. 「仰げば鬱陶し」1998年7月25日初版発行（7月17日発売[K 45]）、ISBN 4-8291-2826-7
  14. 「ホーンテッド・ナイト?」1999年10月25日初版発行（10月13日発売[K 46]）、ISBN 4-8291-2923-9
  15. 「エイプリルの事件簿」2000年7月25日初版発行（7月14日発売[K 47]）、ISBN 4-8291-2983-2
  16. 「スクランブル・グリル」2000年12月25日初版発行（12月20日発売[K 48]）、ISBN 4-8291-1316-2
  17. 「小さな濃いメロディ」2001年6月25日初版発行（6月20日発売[K 49]）、ISBN 4-8291-1362-6
  18. 「跡継騒動 森林レンジャー」2001年12月25日初版発行（12月20日発売[K 50]）、ISBN 4-8291-1398-7
  19. 「るなてく・へすてばる」2002年7月18日発売[K 51]、ISBN 4-8291-1450-9
  20. 「ミッション・ポシブル」2003年2月25日初版発行（2月20日発売[K 52]）、ISBN 4-8291-1498-3
  21. 「汝その名はスイートポテト」2003年8月25日初版発行（8月20日発売[K 53]）、ISBN 4-8291-1544-0
  22. 「Gハンター・フォルクス」2004年2月25日初版発行（2月20日発売[K 54]）、ISBN 4-8291-1589-0
  23. 「ブレイク・オブ・ディスティニー」2004年10月25日初版発行（同日発売[K 55]）、ISBN 4-8291-1654-4
  24. 「地底王国の脅威」2005年4月25日初版発行（4月20日発売[K 56]）、ISBN 4-8291-1710-9
  25. 「騎士道のススメ」2005年10月25日初版発行（10月20日発売[K 57]）、ISBN 4-8291-1763-X
  26. 「ミッシング・セイント」2006年4月20日発売[K 58]、ISBN 4-8291-1811-3
  27. 「スタンプ・トゥ・キル」2006年7月20日発売[K 59]、ISBN 4-8291-1839-3
  28. 「ポーション・スクランブル」2007年1月20日発売[K 60]、ISBN 978-4-8291-1893-1
  29. 「魔法の老女プリンシア」2007年7月25日初版発行（7月20日発売[K 61]）、ISBN 978-4-8291-1944-0
  30. 「白銀の弾丸」2008年1月25日初版発行（1月19日発売[K 62]）、ISBN 978-4-8291-3258-6

#### 『スレイヤーズ すまっしゅ。』
- スレイヤーズREVOLUTIONが始まったのに合わせて、タイトルを『すぺしゃる』から『すまっしゅ。』に変更。『すまっしゅ。』第1巻あとがきにて、神坂一は「小説でこの巻数（短編集だけで30巻）は、新規の人は入って来にくいだろー」と理由を述べている。また、月刊ドラゴンマガジンの隔月化に伴い、2巻から1話で完結する構成になっている。第5巻で月刊ドラゴンマガジンに掲載された話は全て収録され、連載がひとまず終了したことがあとがきで述べられている。
- 神坂一（著）・あらいずみるい（イラスト） 『スレイヤーズ すまっしゅ。』 富士見書房〈富士見ファンタジア文庫〉、全5巻
  1. 「獅子の試練を乗り越えて」2008年7月25日初版発行（7月19日発売[K 63]）、ISBN 978-4-8291-3307-1
  2. 「アカデミーフェスタ」2009年1月25日初版発行（同日発売[K 64]）、ISBN 978-4-8291-3369-9
  3. 「ねちゃねちゃの季節」2010年10月25日初版発行（10月20日発売[K 65]）、ISBN 978-4-8291-3577-8
  4. 「蘇る王」2011年4月25日初版発行（4月20日発売[K 66]）、ISBN 978-4-8291-3636-2
  5. 「恋せよオトメ」2011年11月25日初版発行（11月19日発売[K 67]）、ISBN 978-4-8291-3700-0

#### 『スレイヤーズ すぴりっと。』
- 神坂一（著）・あらいずみるい（イラスト） 『スレイヤーズ すぴりっと。「王子と王女とドラゴンと」』 KADOKAWA〈富士見ファンタジア文庫〉、2025年3月19日発売[K 68]、ISBN 978-4-04-075774-2

### 小型本

#### 『スレイヤーズ でりしゃす』
- 現在はすべて絶版であり、該当作品は富士見ファンタジア文庫の『すぺしゃる』に収録されている。
- 神坂一（著）・あらいずみるい（イラスト） 『スレイヤーズ でりしゃす』 角川書店〈角川mini文庫〉、全4巻
  1. 「リナちゃん♥おしゃれ大作戦」1997年3月10日初版発行（3月6日発売[K 69]）、ISBN 4-04-700142-2
  2. 「呪術士の森」1997年7月10日初版発行（同日発売[K 70]）、ISBN 4-04-700177-5
  3. 「巨大生物の山」1998年7月25日初版発行（7月31日発売[K 71]）、ISBN 4-04-700248-8
  4. 「るなてく・へすてばる」1999年7月25日初版発行（7月12日発売[K 72]）、ISBN 4-04-700278-X

### 傑作選

#### 『スレイヤーズ せれくと』
- 『すぺしゃる』からの傑作選。3巻以降はファンからの公募によって決定。収録作品に加筆はないが、4巻に再録の超巨大あとがきのみ加筆がある。
- 神坂一（著）・あらいずみるい（イラスト） 『スレイヤーズ せれくと』 富士見書房〈富士見ファンタジア文庫〉、全5巻
  1. 「ナーガの挑戦」2008年8月25日初版発行（8月20日発売[K 73]）、ISBN 978-4-8291-3318-7
  2. 「家政婦は見たかもしんない」2008年9月25日初版発行（9月20日発売[K 74]）、ISBN 978-4-8291-3331-6
  3. 「うちのジョン知りませんか?」2009年6月25日初版発行（6月20日発売[K 75]）、ISBN 978-4-8291-3384-2
  4. 「刃の先に見えるもの」2010年2月25日初版発行（2月20日発売[K 76]）、ISBN 978-4-8291-3392-7
  5. 「もったりとしてコクがなく」2010年3月25日初版発行（3月20日発売[K 77]）、ISBN 978-4-8291-3501-3

### 関連書籍
- ドラゴンマガジン編集部（編）『SLAYERS DX スレイヤーズでらっくす』1995年10月10日初版発行（10月6日発売[K 78]）、ISBN 4-8291-7279-7
- あらいずみるい『SLAYERS あらいずみるい画集』1996年7月30日初版発行（7月25日発売[K 79]）、ISBN 4-8291-9118-X
- ドラゴンマガジン編集部（編）『えんさいくろぺでぃあ スレイヤーズ』1998年9月24日初版発行（同日発売[K 80]）、ISBN 4-8291-7385-8
- あらいずみるい『SLAYERS DRA-MATA（ドラまた）』1998年8月6日初版発行（8月5日発売[K 81]）、ISBN 4-8291-9120-1
- ドラゴンマガジン編集部（編）『劇場版 スレイヤーズおりぢなる』1999年4月10日初版発行（3月25日発売[K 82]）、ISBN 4-8291-7419-6
神坂一が脚本を担当した劇場版3作（『RETURN』『ぐれえと』『ごうじゃす』）のシナリオ集。
あとがき風の神坂による解説、サムシング吉松による制作裏話漫画（ドラゴンマガジンで連載されていたコラム）スレイヤーズ日記も収録。
- 『スレイヤーズVSオーフェン』2005年7月10日初版発行（6月28日発売[K 83]）、ISBN 4-8291-7584-2
秋田禎信との合作。ファンタジアバトルロイヤル『スレイヤーズVSオーフェン』（ドラゴンマガジン2001年4月増刊号）を加筆訂正と書き下ろし短編を加えたもの。完全受注生産の書籍で、打ち合わせ課程のチャットログを収録したCD-ROMなどが付属した。
- ドラゴンマガジン編集部（編）『スレイヤーズりーでぃんぐ リナ=インバース大全集』2009年6月25日初版発行（6月20日発売[K 84]）、ISBN 978-4-8291-3343-9
- 『スレイヤーズVSオーフェン（新書版）』2013年9月25日初版発行（9月20日発売[K 85]）、ISBN 978-4-0407-1035-8
- 『スレイヤーズ 25周年あんそろじー』2015年1月25日初版発行（1月20日発売[K 86]）、ISBN 978-4-0407-0467-8
著：秋田禎信[35]、日日日[35]、愛七ひろ[35]、初美陽一[35]、橘公司[35]、神坂一[35]
イラスト：あらいずみるい[35]、Nino[35]、パルプピロシ[35]、深遊[35]

大判ムック
- 『スーパーファミコン版スレイヤーズ』（公式攻略ムック）1994年6月27日発売[K 87]、ISBN 4-04-721310-1
- 『劇場版 スレイヤーズ』1996年6月1日初版発行（5月31日発売[K 88]）、ISBN 4-8291-7308-4
- 『劇場版 スレイヤーズリターン』1997年5月10日初版発行（4月25日発売[K 89]）、ISBN 4-8291-7334-3
- 『劇場版 スレイヤーズぐれえと』1997年11月10日初版発行（11月6日発売[K 90]）、ISBN 4-8291-7353-X
- 『スレイヤーズTRY スペシャルコレクション』全3巻
  1. 1997年8月10日初版発行（8月8日発売[K 91]）、ISBN 4-8291-7355-6
  2. 1997年12月11日発売[K 92]、ISBN 4-8291-7356-4
  3. 1998年2月26日発売[K 93]、ISBN 4-8291-7357-2
- 『やさしいピアノソロ スレイヤーズTRY＆ソングコレクション』1998年1月発売、ISBN 4-8114-2917-6
- 『やさしいピアノソロ 劇場版スレイヤーズごぅじゃす&そんぐこれくしょん』1998年12月発売、ISBN 4-8114-3895-7

フィルムムック
- 『必勝!スレイヤーズ』全3巻
  1. 1995年8月30日初版発行（8月31日発売[K 94]）、ISBN 4-8291-7301-7
  2. 1995年12月10日初版発行（12月7日発売[K 95]）、ISBN 4-8291-7302-5
  3. 1996年4月10日初版発行（4月3日発売[K 96]）、ISBN 4-8291-7303-3
- 『スレイヤーズRETURN アニメコミック』1996年10月31日発売[K 97]、ISBN 4-8291-8025-0
- 『スレイヤーズNEXT アニメコミック』全6巻
  1. 1996年11月25日発売[K 98]、ISBN 4-8291-8019-6
  2. 1996年11月25日発売[K 99]、ISBN 4-8291-8020-X
  3. 1996年12月24日発売[K 100]、ISBN 4-8291-8021-8
  4. 1996年12月24日発売[K 101]、ISBN 4-8291-8022-6
  5. 1997年1月24日発売[K 102]、ISBN 4-8291-8023-4
  6. 1997年1月24日発売[K 103]、ISBN 4-8291-8024-2
- 『スレイヤーズNEXT フィルムブック』全7巻
  1. 1996年7月4日発売[K 104]、ISBN 4-8291-7327-0
  2. 1996年7月30日発売[K 105]、ISBN 4-8291-7328-9
  3. 1996年8月29日発売[K 106]、ISBN 4-8291-7330-0
  4. 1996年9月24日発売[K 107]、ISBN 4-8291-7331-9
  5. 1996年10月23日発売[K 108]、ISBN 4-8291-7332-7
  6. 1996年11月26日発売[K 109]、ISBN 4-8291-7339-4
  7. 1997年1月16日発売[K 110]、ISBN 4-8291-7340-8
- 『スレイヤーズTRY アニメコミック』全5巻
  1. 1997年7月23日発売[K 111]、ISBN 4-8291-8034-X
  2. 1997年9月2日発売[K 112]、ISBN 4-8291-8036-6
  3. 1997年11月4日発売[K 113]、ISBN 4-8291-8039-0
  4. 1997年11月27日発売[K 114]、ISBN 4-8291-8040-4
  5. 1997年12月24日発売[K 115]、ISBN 4-8291-8041-2
- 『スレイヤーズぐれえとアニメコミック』1997年10月13日発売[K 116]、ISBN 4-8291-8038-2
- 『スレイヤーズごぅじゃすアニメコミック』1998年10月30日発売[K 117]、ISBN 4-8291-7401-3

その他
- 『スレイヤーズろいやる（SS版） 公式攻略ガイドブック』1997年7月29日発売[K 118]、ISBN 4-8291-7358-0
- 『電撃攻略王 スレイヤーズろいやる（SS版） 完全攻略ガイド 攻略重視になってます!!』1997年8月1日発売[K 119]、ISBN 4-07-306176-3
- 『スレイヤーズろいやる（PS版） 公式攻略ガイドブック』1998年6月24日発売[K 120]、ISBN 4-8291-7378-5
- 『電撃攻略王 スレイヤーズろいやる（PS版） 公式攻略ガイド PSも攻略重視!!』1998年7月15日初版発行（6月25日発売[K 121]）、ISBN 4-07-308778-9
- 『スレイヤーズろいやる2（SS版） 公式攻略ガイドブック』1998年9月10日発売[K 122]、ISBN 4-8291-7388-2
- 『電撃攻略王 スレイヤーズろいやる2（SS版） 完全攻略ガイド』1998年9月30日初版発行（9月10日発売[K 123]）、ISBN 4-07-309861-6
- 『電撃攻略王 スレイヤーズわんだほ〜 完全攻略ガイド』1998年11月10日初版発行（10月22日発売[K 124]）、ISBN 4-07-310077-7
- 『スレイヤーズわんだほ〜 公式攻略ガイドブック』1998年10月23日発売[K 125]、ISBN 4-8291-7399-8
- 『スレイヤーズろいやる2（PS版） 公式攻略ガイドブック』1999年7月10日初版発行（6月25日発売[K 126]）、ISBN 4-8291-7425-0
- 『スレイヤーズふぁいと 公式攻略ガイドブック』1999年7月21日発売[K 127]、ISBN 4-8291-4360-6
- 『超解!スレイヤーズふぁいと』2001年8月23日発売[K 128]、ISBN 4-8291-7478-1
  - ふぁいとのリプレイ集。神坂一たちも対戦者として参加。巻末にはカードリスト。

## メディアミックス展開

### アニメ
1995年から2009年にかけて、テレビアニメシリーズは5作品が放映され、劇場用アニメが5作、OVAとラジオドラマがそれぞれ2作発表されている。

### 漫画

#### 『スレイヤーズ』
- 月刊ドラゴンマガジン増刊『コミックドラゴン』、月刊コミックドラゴン増刊『まるごとスレイヤーズ』にて掲載。イラストレーター・あらいずみるいによるオリジナル短編集。
- 神坂一（原作）・あらいずみるい（作画） 『スレイヤーズ』 角川書店〈ドラゴンコミックス〉、全1巻
  - A4版：1995年6月29日発売[K 129]、ISBN 4-04-926068-9
  - 新装版：2001年11月29日発売[K 130]、ISBN 4-04-712287-4

#### 『超爆魔道伝スレイヤーズ』
- 『月刊コミックドラゴン』→『月刊ドラゴンジュニア』にて連載。開始当初のタイトルは『スレイヤーズ』であった。連載は6巻「白銀の魔獣編」で一旦終了したが、約二年半後に再開された。
- 神坂一（原作）・あらいずみるい（キャラクター原案）・義仲翔子（作画） 『超爆魔道伝スレイヤーズ』 角川書店〈角川コミックス・ドラゴンJr.〉、全8巻
  1. 「闇の伝説編」1995年9月1日初版発行（8月29日発売[K 131]）、ISBN 4-04-712108-8
  2. 「闇の伝説編」1996年4月4日初版発行（4月1日発売[K 132]）、ISBN 4-04-712118-5
  3. 「闇の伝説編」1996年7月1日初版発行（6月27日発売[K 133]）、ISBN 4-04-712120-7
  4. 「RETURN編」1997年4月10日初版発行（4月7日発売[K 134]）、ISBN 4-04-712132-0
  5. 「死霊都市編」1997年7月1日初版発行（同日発売[K 135]）、ISBN 4-04-712135-5
  6. 「白銀の魔獣編」1998年8月1日初版発行（7月31日発売[K 136]）、ISBN 4-04-712166-5
  7. 「異界黙示録編」2000年12月1日初版発行（11月29日発売[K 137]）、ISBN 4-04-712250-5
  8. 「死霊都市の王編」2001年9月1日初版発行（8月30日発売[K 138]）、ISBN 4-04-712276-9

#### 『スレイヤーズ すぺしゃる』
- 『月刊ドラゴンジュニア』にて連載。短編『すぺしゃる』にオリジナル要素を加えて漫画化したもの。
- 神坂一（原作）・あらいずみるい（キャラクター原案）・トミイ大塚（作画） 『スレイヤーズすぺしゃる』 角川書店〈角川コミックス・ドラゴンJr.〉、全4巻
  1. 2000年4月28日発売[K 139]、ISBN 4-04-712229-7
  2. 2001年1月30日発売[K 140]、ISBN 4-04-712261-0
  3. 2001年4月26日発売[K 141]、ISBN 4-04-712266-1
  4. 2001年9月25日発売[K 142]、ISBN 4-04-712279-3

#### 『スレイヤーズ ぷれみあむ』
- 『月刊ドラゴンジュニア』にて連載。映画『スレイヤーズぷれみあむ』を漫画化したもの。本編終了後には、後日談「ぷれみあむぷらすわん」（月刊ドラゴンジュニア2002年4月号掲載）とゼルガディスが主役の短編「ぷれみあむあなざー」（月刊ドラゴンジュニア2002年5月号掲載）の計2話が掲載されたが、ともに単行本に未収録。後日談のみ映画の初回限定版の特典のひとつとして付属した。
- 神坂一（原作）・あらいずみるい（キャラクター原案）・トミイ大塚（作画） 『スレイヤーズぷれみあむ』 角川書店〈角川コミックス・ドラゴンJr.〉、2002年4月1日初版発行（3月25日発売[K 143]）、ISBN 4-04-712298-X

#### 『スレイヤーズ 水竜王の騎士』
- 『月刊ドラゴンジュニア』→『月刊ドラゴンエイジ』にて連載。元々はゲームの原案として考えられた物語で、「コミック版正伝」と銘打たれている。原作ともアニメともパラレルワールドだが位置的には第三部にあたるという神坂一の発言がある[注 2]。
- 神坂一（原作）・あらいずみるい（キャラクター原案）・トミイ大塚（作画） 『スレイヤーズ 水竜王の騎士』 角川書店〈角川コミックス・ドラゴンJr.〉、全6巻
  1. 2003年4月28日発売[K 144]、ISBN 4-04-712328-5
  2. 2003年8月28日発売[K 145]、ISBN 4-04-712340-4
  3. 2004年2月26日発売[K 146]、ISBN 4-04-712350-1
  4. 2004年6月1日初版発行（5月28日発売[K 147]）、ISBN 4-04-712357-9
  5. 2004年9月27日発売[K 148]、ISBN 4-04-712372-2
  6. 2005年2月1日初版発行（1月28日発売[K 149]）、ISBN 4-04-712386-2

#### 『スレイヤーズ REVOLUTION』
- 神坂一（原作）・あらいずみるい（キャラクター原案）・氷樹一世（作画） 『スレイヤーズ REVOLUTION』 富士見書房〈角川コミックス・ドラゴンJr.〉、2008年12月5日発売[K 150]、ISBN 978-4-04-712581-0

#### 『スレイヤーズ EVOLUTION-R』
- 『月刊ドラゴンエイジ』にて連載。テレビアニメ『スレイヤーズREVOLUTION』および『スレイヤーズEVOLUTION-R』を漫画化したもの。連載はアニメ放送に先立って開始された。
- 神坂一（原作） / あらいずみるい（キャラクター原案） / 氷樹一世（作画） 『スレイヤーズ REVOLUTION』 富士見書房〈角川コミックス・ドラゴンJr.〉、2009年6月5日発売[K 151]、ISBN 978-4-04-712610-7

#### 『新スレイヤーズ ファルシェスの砂時計』
- ドラゴンマガジン増刊『スレイヤーズ・レジェンド』にて掲載。
- 神坂一（原作）・あらいずみるい（キャラクター原案）・旭（作画） 『新スレイヤーズ ファルシェスの砂時計』 富士見書房〈角川コミックス・ドラゴンJr.〉、2008年11月8日初版発行（11月6日発売[K 152]）、ISBN 978-4-04-712578-0

#### 『スレイヤーズ ライト・マジック』
- 『月刊ケロケロエース』にて連載。魔法ではなく機械文明が発達した、異なる世界を舞台にした外伝作品。
- 神坂一（原作）・あらいずみるい（キャラクター原案）・響天地丸（コミックシナリオ）・氷樹一世（作画） 『スレイヤーズ REVOLUTION』 角川書店〈角川コミックス・エース〉、全2巻
  1. 2009年1月26日初版発行（1月22日発売[K 153]）、ISBN 978-4-04-715168-0
  2. 2009年5月22日発売[K 154]、ISBN 978-4-04-715246-5

### 児童向け小説
- 角川つばさ文庫用に本編をベースに児童向けに書き直したもの。
- 南房秀久（著）・神坂一（原作）・日向悠二（イラスト）・あらいずみるい（キャラクター原案） 、富士見書房〈角川つばさ文庫〉、全2巻
  1. 『スレイヤーズ1 リナとキメラの魔法戦士』2009年3月3日初版発行（同日発売[K 155]）、ISBN 978-4-04-631010-1
  2. 『スレイヤーズ2 リナと怪しい魔道士たち』2009年4月15日初版発行（同日発売[K 156]）、ISBN 978-4-04-631017-0

### ゲーム

#### コンピュータゲーム
- スレイヤーズ（バンプレスト）
  - 1994年3月25日発売（PC-9800シリーズ）
  - 3"5-2HD版と、5"-2HD版の2種が発売。
  - 3Dダンジョンゲームで、リナ以外のキャラクターは戦闘シーンではコントロールできない[56]。パーティは4人であり、リナとガウリイが固定で残りのは選べる[56]。
- スレイヤーズ（バンプレスト）容量 : 12M
  - 1994年6月24日発売（スーパーファミコン）
  - テレビCMが放送された。リナの配役は冬馬由美、ナーガ役は川村万梨阿。
  - 原作者である神坂一が制作に参加したため、原作と整合性のある、小説版スレイヤーズらしいシナリオが特徴である。当時は本作が原作の第3部で完結編とされており、そのため原作に先んじる形で斬妖剣（ブラストソード）が登場している。原作最終巻にはこの作品への伏線と思われる場面が存在する[注 2]。キャラクターは原作の描写が使われておりステータス画面でのみ強調される[57]。
  - ファミコン通信のクロスレビューでは、6,6,7,6の25点[36]。オーソドックスなタイプのRPGだが、システム関係がしっかりしていて、シナリオやキャラのオリジナリティーが褒められた。また、女性キャラが多いためか当時の価値観の所謂ギャルゲーだといった見方をした者もいた。女の子ならではの身勝手な性格を楽しめたレビュアーも居た半面、うちわ受けであり付いていけないという意見もあった[36]。
- スレイヤーズ ろいやる（角川書店/ESP）
  - 1997年7月25日発売（セガサターン）
  - 1998年6月25日発売（PlayStation）
  - 主題歌：「Touch Yourself」 作詞：MEGUMI、編曲：添田啓二
  - 『ろいやる』・『ろいやる2』のどちらも、時系列は、光の剣を失って変わるものを探している最中にある[58]。
  - アニメーションが幕間に入るアドベンチャー＋シミュレーションRPGである。
  - ファミ通のクロスレビューでは、サターン版が6,6,8,6の26点[38]、プレステ版が6,5,6,6の23点[40]。キャラクターの性格に合わせたとする戦闘AIの癖が強く、AIに任せて軽く勝てることもあればえらく難しくなることもあると、戦闘AIに触れる声が多かった[38]。移植によってその点は調整したようであると、両方のレビューを担当したレビュアーは印象を受けていた[40]。
  - セガサターンマガジンのサターンソフトレビューでは、サターン版が7,4,8の19点[48]。戦闘AI以外のコメントとしては、ムービーの粗さが目に付くが、原作ありのゲームの出来としてはいい出来とされた[48]。
  - 電撃PlayStationDPSソフトレビューでは、プレステ版が60,65の125点[50]。サタマガとは逆にムービーを褒める感想が多めで、原作の雰囲気が表現されていてファンは満足できるだろうというレビューだった[50]。
  - ザ・プレイステーションのプレイステーションレビューでは、プレステ版が54,44,67の165点[53]。作品初心者にも易しいというコメントもあるが、ファン以外は縁がない内容だというような印象のコメントもあった[53]。
- スレイヤーズ ろいやる2（角川書店/ESP）
  - 1998年9月3日発売（セガサターン）
  - 1999年7月1日発売（PlayStation）
  - 主題歌：「I & Myself」 作詞：有森聡美、作曲：HARRY KARKLAND、編曲：五島翔
  - 前作同様にアニメーションが幕間に入るアドベンチャー＋シミュレーションRPGである。
  - ファミ通のクロスレビューでは、サターン版が7,5,6,7の25点[42]、プレステ版が8,5,6,6の25点[46]。アドベンチャー部分のフラグ立てが億劫だったり[46]、新たなシステムに加わった時間経過と空腹の概念が面倒な点が難であるという評価もあるが、キャラの掛け合いは原作通りでおもしろく、好きな人は満足いくだろうとされた[42]。
  - セガサターンマガジンのサターンソフトレビューでは、サターン版が6,7,5の18点[49]。やりごたえは高まったが、前作からの追加点・変更点に戸惑いに繋がっている[49]。
  - 電撃PlayStationDPSソフトレビューでは、プレステ版が55,75,55,65の250点[52]。フラグ立てが作業になりがちで、キャラ同士の掛け合いはふんだんだがゲーム画面ではテンポが失われやすかったと感じたレビュアーもいた。戦闘シーンは楽しく作られているという感想もあったが、読み込みやエフェクト等がいまいちな印象を持つ者もいた[52]。
  - ザ・プレイステーションのプレイステーションレビューでは、43,41,56の140点[55]。他にゲームのテンポに言及する意見もあった[55]。
- スレイヤーズわんだほ〜（バンプレスト）
  - 1998年10月22日発売（PlayStation）
  - ファミ通のクロスレビューでは、7,6,4,5の22点[44]。戦闘シーンに拙さを感じるがポリゴンに愛嬌があるという意見もあったが、グラフィックに否定的な感想に加えマップの切り替えや演出面などを含めてぎこちないとレビューされている[44]。
  - 電撃PlayStationDPSソフトレビューでは、55,40の95点[51]。レビュアーはスレイヤーズのゲームとしては悪くない出来だが序盤からマップが広くて迷ってしまい全体マップがなく方角もわからない、ダンジョンはキャラが背景によく隠れて視点を変更すると迷ってしまう、戦闘は他のRPG作品のようだがバランスが悪くエンカウント率が悪い今一つな出来、ストーリーはお使いがメインでサブイベントはスレイヤーズらしく楽しいがメインストーリーとは関係がなく強制的に入るといった内容でシステム面がもう少し充実していれば良かったとした[51]。
  - ザ・プレイステーションのプレイステーションレビューでは、33,49,55の137点[54]。マップの理解しづらさや、具体例を出すと『FFVII』のような戦闘システムにオリジナリティを感じないという印象、またアニメパートもクオリティに辛口の感想がされた[54]。

#### トレーディングカードゲーム
- 『スレイヤーズふぁいと』（富士見書房）
  - スターターBOX（1999年7月発売）
  - ブースターパック（1999年7月発売）
  - パワーアップカードセット 魔王たちの降臨（2000年4月発売）
  - パワーアップカードセット すぺしゃるこれくしょん（2001年1月発売）
  - ぷれみあむぱっくVer.A（2002年1月発売）
  - ぷれみあむぱっくVer.Z（2002年1月発売）
  - スレイヤーズふぁいと オリジナル カードバインダー（2000年2月発売）

#### テーブルトークRPG
富士見書房の『マギウス』のサプリメントとしてテーブルトークRPG化もされている（詳細は該当記事を参照）。
- 『MAGIUSシリーズ スレイヤーズRPG』 富士見書房、全6巻
  1. 「ナーガ様といっしょ」1995年3月13日発売[K 157]、ISBN 4-8291-4293-6
  2. 「だんぢょん大作戦！」1995年7月25日発売[K 158]、ISBN 4-8291-4301-0
  3. 「入門！リナの魔法教室」1996年7月30に日初版発行（7月25日発売[K 159]）、ISBN 4-8291-4319-3
  4. 「ナーガ様がいっぱい」1996年11月30日初版発行（11月25日発売[K 160]）、ISBN 4-8291-4326-6
  5. 「聖王都あどべんちゃあ」1997年1月24日発売[K 161]、ISBN 4-8291-4329-0
  6. 「お宝くえすと」1998年7月30日初版発行（7月25日発売[K 162]）、ISBN 4-8291-4337-1

日本では未発売であるが、日本のアニメの世界観を再現したテーブルトークRPG『Big Eyes, Small Mouth』（略称『BESM』。題名の「大きな眼・小さな口」は日本アニメのキャラクターデザインを示す）を発売しているアメリカのゲーム制作会社Guardians of Orderより、BESMでスレイヤーズを遊ぶためのサプリメント（追加ルール・データ集）と、汎用ルールであるd20システムを採用して制作されたテーブルトークRPG『The Slayers d20』（ISBN 978-1894525855）が発売されている。

#### リアル謎解きゲーム
- リアル謎解きゲーム in 夜の水族館 スレイヤーズなぞとき ドラグ・スレイブを取り戻せ!（主催：株式会社KADOKAWA/共催：謎解きタウン）

以下日程と会場
- 2018年11月30日 - 2019年2月3日（休演日含む）、追加公演：2019年4月6日・4月13日（しながわ水族館会場）
- 2019年1月12日 - 2月17日（休演日含む）（神戸市立須磨海浜水族園会場）
- 2019年2月23日 - 24日（南知多ビーチランド会場）
- 2019年3月23日 - 24日（マリンワールド海の中道会場）

また、会場では『スレイヤーズなぞとき 謎解きシート入りクリアファイル 』（全4種（リナver、ナーガver、リナ&ナーガver、オールスターver））が先行発売された。内容が異なる持ち帰り型のリアル謎解きゲーム。
- スレイヤーズなぞとき あっとほぉむ　ドラグ・スレイブを取り戻せ!（企画・制作：NAZOTOWN/監修：株式会社KADOKAWA ファンタジア文庫編集部）

前述の『リアル謎解きゲーム in 夜の水族館 スレイヤーズなぞとき ドラグ・スレイブを取り戻せ!』を自宅でオンラインで遊べるようにリメイクした作品。前述の参加キットとは、物語など、イベントの内容に変更はないものの、キット内容が異なるのでプレイの引継ぎはできない。

2020年7月1日発売。

#### ゲスト出演作品
コンピュータゲーム
- トキメキファンタジー ラテール（ゲームポット）
  - 2008年10月29日 - 2009年4月1日の期間でキャラクターの衣装の提供やコラボクエストを開催。
- アットゲームズ（ジークレスト）
  - 2009年1月6日 - 3月31日の期間でキャラクターの衣装の提供。
- ヒーローズファンタジア（バンダイナムコエンターテインメント）
  - 2012年1月19日発売。アニメ9作品がクロスオーバーしたゲームソフト。
- グランブルーファンタジー（Cygames）
  - 2016年1月22日 - 1月30日の期間でコラボイベントを開催。
- ヴァンパイア†ブラッド（テンダ）
  - 2018年7月19日 - 7月31日の期間でコラボイベントを開催。
- ヴァルキリーアナトミア -ジ・オリジン-（スクウェア・エニックス）
  - 2018年8月13日 - 9月3日の期間でコラボイベントを開催。
  - 2019年6月17日 - 7月8日の期間で新たなコラボイベントを開催。
- LINE レンジャー（LINE）
  - 2019年3月29日 - 5月8日の期間でコラボイベントを開催。
- パズル&ドラゴンズ（ガンホー・オンライン・エンターテイメント）
  - 2019年10月28日 - 11月11日の期間で「富士見ファンタジア文庫レジェンド」としてフルメタル・パニック!、魔術士オーフェンと共にコラボイベントを開催。
  - 2021年1月25日 - 2月8日の期間で新要素を加えた上記の復刻コラボイベントを開催。
- MASS FOR THE DEAD（Trys）
  - 2020年6月15日 - 7月15日の期間でコラボイベントを開催。
  - 2021年7月2日 - 7月15日の期間で復刻コラボイベントを開催。
- テイルズ オブ ザ レイズ（バンダイナムコエンターテインメント）
  - 2020年11月20日 - 12月10日の期間でコラボイベントを開催。
  - 2022年12月20日 - 2023年1月10日の期間でコラボイベント第2弾と、上記の復刻コラボイベントを開催。
- ファンタジア・リビルド（EXNOA）
  - 2020年12月17日 - 2021年12月17日の期間で運営。配信開始当初から終了まで参加。ファンタジア文庫作品がクロスオーバーする。
- ラグナロク マスターズ
  - 【中国版】仙境传说RO：守护永恒的爱（心动网络（中国語版））
    - 2021年1月6日 - 1月31日の期間でコラボイベントを開催。

  - 【日本版】（ガンホー・オンライン・エンターテイメント）
    - 2021年7月28日 - 8月12日の期間でコラボイベントを開催。
- ガーディアンテイルズ
  - 【韓国版】가디언 테일즈（カカオゲームズ）
    - 2022年2月10日 - 3月10日の期間でコラボイベントを開催。
    - 2022年10月6日 - 10月20日の期間で復刻コラボイベントを開催。

  - 【英語版】Guardian Tales（カカオゲームズ）
    - 2022年2月22日 - 3月8日の期間でコラボイベントを開催。
    - 2022年10月18日 - 11月1日の期間で復刻コラボイベントを開催。

  - 【日本版】（Kong Studios、Yostar）
    - 2022年4月27日 - 5月25日の期間でコラボイベントを開催。
    - 2022年11月16日 - 11月30日の期間で復刻コラボイベントを開催。
- トーラムオンライン（アソビモ）
  - 2022年11月17日 - 12月8日の期間でコラボイベントを開催。
- エレメンタルストーリー（StudioZ）
  - 2023年5月12日 - 5月31日の期間で「ファンタジア文庫コラボ第1弾」としてキミと僕の最後の戦場、あるいは世界が始まる聖戦、甘城ブリリアントパークと共にコラボイベントを開催。
- ラングリッサー モバイル
  - 【中国版】梦幻模拟战 Mobile（紫龙游戏）
    - 2023年7月6日 - 8月2日の期間でコラボイベントを開催。

  - 【台湾版】夢幻模擬戰（GameBeans）
    - 2023年9月5日 - 10月2日の期間でコラボイベントを開催。

  - 【英語版】Langrisser Mobile（ZlonGame）
    - 2023年11月16日 - 12月13日の期間でコラボイベントを開催。

  - 【日本版】（紫龍）
    - 2024年1月23日 - 2月19日の期間でコラボイベントを開催。
- テイルズウィーバー（ネクソン）
  - 2023年11月21日 - 12月20日の期間でコラボイベントを開催。
- サマナーズウォー：クロニクル（Com2uS Japan）
  - 2024年3月21日 - 5月2日の期間でコラボイベントを開催。

トレーディングカードゲーム
- 『ドラゴン☆オールスターズ』（富士見書房、角川書店）
- 『プロジェクト レヴォリューション』（ブロッコリー、富士見書房）
- 『ヴァイスシュヴァルツ』（ブロッコリー）

### デスクトップアクセサリー集
- 『スレイヤーズでぢたるコレクションシリーズ』全6巻（角川書店・キングレコード） Windows用
  - スレイヤーズはいぱあ 〜リナちゃんと遊ぼう〜（1997年4月発売）
  - スレイヤーズはいぱあTV 〜リナと無敵のご一行 でえたぁふぁいる〜（1997年5月発売）
  - スレイヤーズはいぱあNEXT 〜それ行け なかよし4人組〜（1997年6月発売）
  - スレイヤーズTRY 〜DAILY SELECTION〜（1997年12月発売）
  - スレイヤーズはいぱあTRY 〜世界をすくえ! リナとゆかいな仲間たち〜（1998年1月発売）
  - スレイヤーズはいぱあRETURNS（1998年11月発売）

### オーディオブック
森なな子による朗読で、2018年よりAudibleから、2019年7月時点で第15巻までがデータ配信でオーディオブック化されている。

### イベント映像ソフト
スレイヤーズ30周年に関連するコンテンツを収録したBlu-rayおよびDVD「スレイヤーズつめあわせ 30周年さんきゅ〜」がカドカワストアにて2021年10月30日から11月30日が予約締切で、年末に発送された。

## 翻訳
韓国語
- 1997年に大元 C.I.のNT Novelから13巻まで刊行。
- 2004年に上記と同じ出版社から、翻訳者を変えて全15巻が刊行。こちらは2020年にリマスター版として再刊行され、続編の16巻以降も翻訳され刊行。

英語
- 2004年にTOKYOPOPから8巻までが刊行。
- 2020年に出版社および翻訳者が変わりJ-Novel Club（英語版）から電子書籍として刊行。2021年からシリーズを3冊ずつ合本にしたハードカバー版が刊行。翻訳版のオーディオブックが、アニメのリナ役の吹き替えを担当したリサ・オルティス（英語版）の朗読で配信[60][61]。

中国語
- 2009年に繁体字中文訳が奇幻基地から全15巻までが刊行。